# Mormogystia brandstetteri
Mormogystia brandstetteri is een vlinder uit de familie houtboorders (Cossidae). De wetenschappelijke naam van deze soort is voor het eerst geldig gepubliceerd in 2011 door Saldaitis, Ivinskis & Yakovlev.
De soort komt voor in tropisch Afrika.